# Chiesa di San Bernardo da Mentone (Oltressenda Alta)
La chiesa di San Bernardo da Mentone è il principale luogo di culto cattolico di Nasolino, frazione di Oltressenda Alta, dedicato a san Bernardo di Mentone, elevata a parrocchia l'8 settembre 1506. Nel 1986, con decreto del 20 novembre, furono unite le due parrocchie del comune di Oltressenda Alta, questa e quella dedicata a santa Margherita in una sola intitolata ai due santi diventando parrocchia di San Bernardo da Mentone e Santa Margherita vergine e martire con sede in questa di Nasolino.

## Storia
La prima citazione di una chiesa sul territorio, risale al 5 giugno 1486 come dipendente dalla pieve di Clusone. Nel 1506 con atto notarile datato 8 settembre fu dichiarata autonoma la comunità canonica di Nasolino elevandola a parrocchia.
Gli atti delle visite pastorali, conservati presso l'archivio diocesano di Bergamo, consentono la ricostruzione storica della chiesa. Del 1519 è la costruzione del protiro posto a riparo dell'ingresso della chiesa. Il 26 agosto 1546 il vescovo di Bergamo Vittore Soranzo la consacrò dedicandola al santo francese. Dagli atti della visita pastorale si evince che la chiesa era stata ampliata e restaurata, proprio in previsione della sua consacrazione. Nell'autunno del 1575, il cardinale san Carlo Borromeo visitò tutte le chiese della bergamasca, e il 4 ottobre, relazionò della chiesa di Nasolino descrivendola avente tre altari di cui uno dedicato al Santissimo Sacramento con la relativa scuola, l'altro, oltre a quello maggiore che aveva raffigurazioni di santi, dedicato alla Madonna. L'edificio fu rivisitato con lavori che si conclusero nel 1688.

## Descrizione

### Esterno
La chiesa è preceduta dal sagrato di piccole dimensioni delimitato da un muretto su tre lati e accessibile da un cancellino. Sul lato a nord è fiancheggiata dalla strada comunale. La facciata a capanna presenta il classico orientamento a ovest, ed è preceduta da un protiro con volta a crociera a tre archi e tetto sostenuto da due colonne aventi il capitello ionico che riportano la data del 1519. Il portale di accesso è in marmo nero con conci in marmo grigio, e la trabeazione lavorata con marmi policromi. La parete a nord ha l'apertura laterale in pietra con trabeazione che sostiene il timpano spezzato che presenta nella parte centrale, una nicchia con la statua di san Bernardo in pietra. La parte prosegue con una grande apertura ad arco atta a illuminare l'aula. La parte ospita resti di un'antica bifora di cui restano tracce di contorni in pietra, come contorni in pietra indicano la precedente composizione di minori dimensioni.

### Interno
La piccola aula a navata unica è divisa da lesene con capitelli corinzi in tre campate ognuna delle quali conserva cappelle, tre per lato, quelle presenti nella prima campata furono aggiunte solo nel 1742. La zona del presbiterio a pianta rettangolare, è leggermente più stretta rispetto all'aula, e presenta l'altare maggiore ligneo opera seicentesca dello scultore Giovanni Giuseppe Piccini di Nona di Scalve. Questo si presenta ornato da fregi e statuette con colonne tornite. La tribuna dell'altare si eleva su due ordini completa di angeli, festoni, frutta e fiori, con la parte superiore completata dalla statuetta del Cristo risorto. Il coro è forse di scuola fantoniana, e presenta cariatidi a forma umana.
Gli altri altari realizzati nel 1676 sono dedicati alla Madonna del Rosario che ospita il dipinto olio su tavola, raffigurante la Madonna col Bambino e santi Giovanni Battista e Francesco d'Assisi opera di Francesco Rizzo da Santacroce. L'altare dedicato al Suffragio conserva la tela raffigurante L'estasi di sant'Antonio da Padova con il bambino Gesù. Restauri eseguiti negli ultimi anni del Novecento hanno riportato alla luce affreschi datati 1525 raffiguranti santi vescovi e una natività. Tra le opere la chiesa conserva una croce lignea lavoro di Giacomo Manzù che aveva abitato l'alta Val Seriana durante il secondo conflitto mondiale.